# Guldenteken

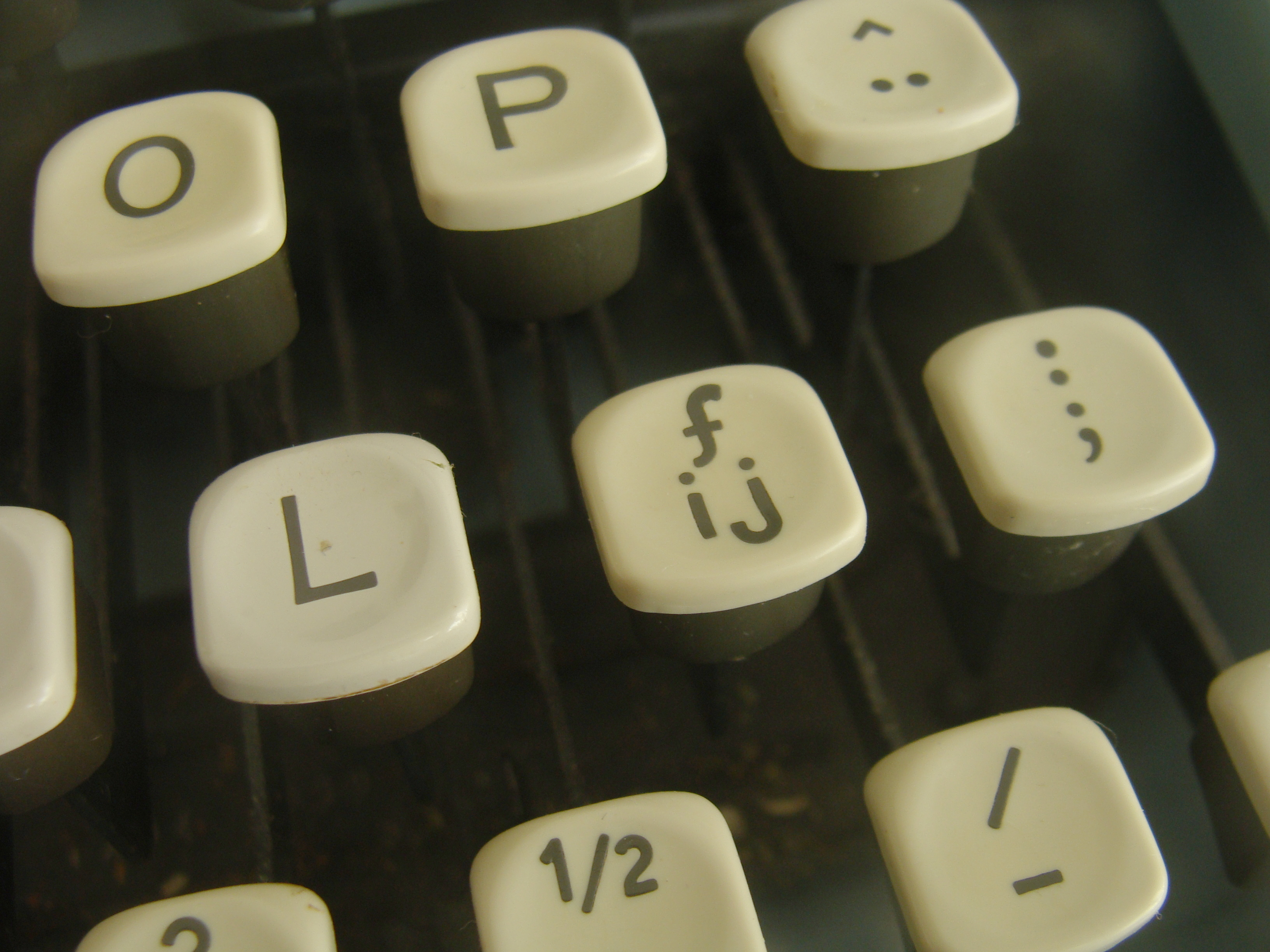
Detail van een typemachine voor de Nederlandse markt met de toets voor het guldenteken (en de ij).

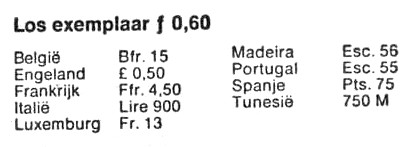
Prijzen voor losse exemplaren van het Algemeen Dagblad in 1980, aangegeven in verschillende valuta, waaronder de Nederlandse gulden met guldenteken.

Het guldenteken (ƒ) is het valutateken voor de voormalige Nederlandse gulden en enkele daaraan gerelateerde munteenheden, waarvan enkele nog bestaan. Het teken is een cursieve kleine letter F, als 'echte' cursief, dus met staart. Dit is afgeleid van de (gouden) florijn, de munt waarop de Nederlandse gulden oorspronkelijk was gebaseerd. Naast het valutateken werd daarom ook wel de afkorting 'f', 'f.' of 'fl.' gebruikt. Specifiek voor de Nederlandse gulden werd ook wel 'HFL' of 'Hfl.' gebruikt, met de 'H' van 'Holland' (de ISO 4217-code voor de Nederlandse gulden was echter NLG).

## Invoer van het teken
Op typemachines en toetsenborden voor de Nederlandse markt was het guldenteken vaak op een aparte toets ondergebracht.
In Unicode kan voor het guldenteken het codepunt U+0192 worden gebruikt, dat strikt genomen de kleine letter is van de Ƒ, U+0191, een F met een 'haak' of 'krul' in de staart. Men kan het guldenteken in Windows-applicaties invoegen door Alt+0131 (131 is het nummer van het guldenteken in codepagina 1252) of Alt+159 (159 is het nummer van het guldenteken in codepagina 437 en codepagina 850).

## Munteenheden
Nog in gebruik:
- Antilliaanse gulden
- Arubaanse florin

Niet meer in gebruik:
- Nederlandse gulden (vervangen door de euro)
- Surinaamse gulden (vervangen door de Surinaamse dollar)